# Wyomingmuisgoffer
De wyomingmuisgoffer (Perognathus fasciatus)  is een zoogdier uit de familie van de wangzakmuizen (Heteromyidae). De wetenschappelijke naam van de soort werd voor het eerst geldig gepubliceerd door Wied-Neuwied in 1839.

## Voorkomen
De soort komt voor in Canada en de Verenigde Staten.